# Kameralamt

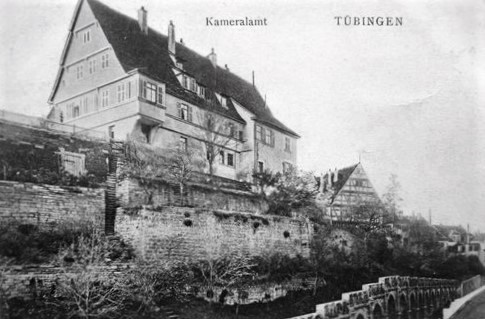
Ehemaliges Kameralamt Tübingen

Das Kameralamt (von lateinisch cameralis auch Cameralamt) war für die Vorgänge und Gegenstände der Kameralistik, d. h. der fürstlichen Kammer- bzw. Finanzverwaltung verantwortlich. Es war der Vorläufer des heutigen Finanzamts. In Württemberg war es die untere staatliche Finanzbehörde, die seit 1807 an Stelle der ehemaligen Kellereien und geistlichen Verwaltungen eine der sogenannten Spezialkassen bildete.
Der Leiter eines Kameralamts wurde in Württemberg „Keller“ genannt.